# 越南民主运动
越南民主运动，简称越南民运，指的是越南国内发生的一系列反对越南共产党一党专政，倡导实行自由、民主、人权、宪政的持续性政治运动。

## 背景
越南是一个一党专政的社会主义国家。
网络审查在越南非常普遍，当局经常采用查封网站的手段来避免类似事件发生，封站的速度正在快速增长。

## 历史
2006年，数百名越南异见人士签订《2006年越南自由民主宣言》（Tuyên Ngôn Tự Do Dân Chủ Cho Việt Nam 2006），宣称越南必须进行民主改革，支持者达到数万人。他们被越共当局称为8406集团。对此，人权观察评论道：“数百名越南各地的民众大胆地在请愿书上表露自己的政治诉求，这非同寻常。在越南，在此文件上签名的小小举动引发了警方的调查、拘留，以及经常被投入监狱。”
2011年初，在中国发生茉莉花革命之后，越南人权活动家阮丹桂在互联网上发表了让越南更加民主化的请求。随后，他被当局拘留。
罕见的抗议和自焚被报道在胡志明市和岘港发生。
著名的政治批评家阮丹桂在2011年2月26日被捕。安全部门宣称他保留和散发可能会导致类似于阿拉伯之春的起义的文件。